# Al-Abd
Al-Abd (arab. العبد) – miejscowość w Syrii, w muhafazie Dajr az-Zaur. W 2004 roku liczyła 3372 mieszkańców.